# Ouidah
Ouidah (Whydah) – miasto w Beninie, w departamencie Atlantique, port nad Zatoką Gwinejską. Położone jest około 60 km na zachód od stolicy kraju, Porto-Novo, oraz 40 km od Kotonu. W spisie ludności z 11 maja 2013 roku liczyło 47 616 mieszkańców.

## Historia
Ouidah zostało założone przez królestwo Xwéda (miasto nosiło wówczas nazwę Gléhué). W drugiej połowie XVII wieku było ważnym ośrodkiem handlu niewolnikami oraz siedzibą faktorii europejskich. Miasto tworzyło państwo, które w 1727 zostało zdobyte przez Agadżę, władcę Dahomeju. W granicach nowego państwa miasto było ważnym portem handlowym. Od 1960 należy do niepodległego Beninu. Obecnie miasto jest centrum kultu voodoo.

## Atrakcje turystyczne
Atrakcje turystyczne w Ouidah:
- Droga Niewolników (fr. La Route des Esclaves) – droga o długości 4 km między Muzeum Historii Ouidah a plażą jest prawdopodobnie oryginalną trasą jaką pokonywało tysiące niewolników przed załadunkiem na statki płynące do Nowego Świata
- Muzeum Historii Ouidah – znajdujące się w byłym portugalskim forcie z 1721 roku
- Drzewo Zapomnienia (fr. L’Arbre de l’Oubli)
- La Case Zomaï
- Świątynia Pytonów (fr. Le Temple des Pythons)
- La Maison du Brésil
- Brama bez Powrotu (fr. La Porte du Non Retour) – pomnik upamiętniający ostatnie miejsce niewolników na ziemi afrykańskiej
- fort Świętego Jana Chrzciciela